# Yuhua (köpinghuvudort i Kina, Jiangsu Sheng, lat 33,20, long 120,54)
Yuhua är en köpinghuvudort i Kina. Den ligger i provinsen Jiangsu, i den östra delen av landet, omkring 210 kilometer nordost om provinshuvudstaden Nanjing. Antalet invånare är 36 030. Befolkningen består av 18 230 kvinnor och 17 800 män. Barn under 15 år utgör 9,0 %, vuxna 15-64 år 76 %, och äldre över 65 år 14,0 %.
Runt Yuhua är det tätbefolkat, med 369 invånare per kvadratkilometer. Närmaste större samhälle är Dazhong, 7,8 km väster om Yuhua. Trakten runt Yuhua består till största delen av jordbruksmark.
Genomsnittlig årsnederbörd är 1 047 millimeter. Den regnigaste månaden är juli, med i genomsnitt 229 mm nederbörd, och den torraste är januari, med 23 mm nederbörd.